# Virginia Cierco
Virgínia Cierco Aparicio (Barcelona, 1977) es una bibliotecaria catalana, directora de la biblioteca pública Sant Pau-Santa Creu del barrio de El Raval de Barcelona, que acumula reconocimientos por su labor de cohesión social.

## Trayectoria
Cierco es diplomada en biblioteconomía y documentación por la Universidad de Barcelona. Ha realizado el postgrado "mediación cultural para el fomento de la lectura", impartido por esta universidad. Con la creación de la Red de Bibliotecas Municipales de la Diputación de Barcelona el 2001, inicia la experiencia profesional en biblioteca pública pasando por diversos equipamientos de la ciudad.
El 26 de noviembre de 2019 recibió la Medalla d'Honor de Barcelona que entrega el ayuntamiento de la ciudad. El acto contó con la presencia de la alcaldesa Ada Colau que fue la encargada de darle personalmente el premio por su labor participativa a favor de la integración y la convivencia de la comunidad de El Bon Pastor. El marzo de 2023, fue una de las personalidades homenajaeadas por el Ayuntamiento de Barcelona en la campaña Ciutat de Dones.